# ميخائيل كوبر (مؤرخ)
ميخائيل كوبر (بالإنجليزية: Michael Cooper)‏ هو مؤرخ أمريكي، ولد في 1930، وتوفي في 31 مارس 2018.